# Steve Clemente
Steve Clemente (nacido como Esteban Clemento Morro, Tónichi, 22 de noviembre de 1885-Los Ángeles, 7 de mayo de 1950) fue un actor mexicanoestadounidense. Se consagró por sus numerosos papeles interpretando villanos. 

## Carrera

### Inicios
Comenzó a actuar en su adolescencia, y en 1917, intervino en su primera película, The Secret Man. Sus papeles posteriores solían ser en posiciones secundarias.

### Incursión posterior y retiro
En 1922, asistió a Hollywood para hacer una demostración del cuchillo ante un director incrédulo. Se confiaba en él para lanzar cuchillos en películas que tenían que aterrizar a uno o dos centímetros de distancia de una celebridad. Siempre dio en el blanco y desarrolló una buena reputación como especialista en acrobacias. Era un conocido ladrón de escenas y era famoso por su gruñido villano. Más tarde apareció en películas como The Most Dangerous Game (1932), interpretando a Tartar, el segundo secuaz del Conde Zarrof y al Rey Brujo en King Kong (1933) y su secuela El hijo de Kong (1933).
Después de su última película, Perils of Nyoka (1942), se retiró de la escena actoral.

## Muerte
El 7 de mayo de 1950, murió a causa de una hemorragia cerebral.

## Filmografía
| Año  | Título                       | Personaje                             |
| ---- | ---------------------------- | ------------------------------------- |
| 1917 | The Secret Man               | Pedro el capataz                      |
| 1918 | The Scarlet Drop             | Buck                                  |
| 1919 | Lightning Bryce              | Zambleau                              |
| 1920 | The Girl Who Dared           | Ramez                                 |
| 1921 | Cyclone Bliss                | Pedro                                 |
| 1922 | Two-Fisted Jefferson         |                                       |
| 1923 | The Forbidden Trail          | Tío Moisés                            |
| 1924 | Fast and Fearless            | Gonzalez                              |
| 1925 | The Rainbow Trail            | Nas Ta Bega                           |
| 1926 | The Combat                   | Halfbreed                             |
| 1932 | The Most Dangerous Game      | Tartar                                |
| 1933 | Clancy of the Mounted        | Patouche - Indio renegado             |
| 1933 | King Kong                    | Rey brujo nativo                      |
| 1933 | El hijo de Kong              | Rey brujo nativo                      |
| 1934 | The Murder in the Museum     | Pedro                                 |
| 1934 | Fighting Through             | Steve, el lanzador de cuchillos       |
| 1935 | Five Bad Men                 | Rodríguez                             |
| 1938 | The Cowboy and the Lady      | Lanzador de cuchillos                 |
| 1939 | La diligencia                | Bit                                   |
| 1940 | Mad Youth                    | Acto de lanzador de cuchillos en club |
| 1941 | Adventures of Captain Marvel | Nativo 5                              |
| 1942 | Peris of Nyoka               | Tuareg                                |
| 1943 | Murder on the Waterfront     | 'El gran rajá' lanzando cuchillos     |